# Christliche Symbole in der Heraldik
Christliche Symbole in der Heraldik haben einen festen Platz im Wappenwesen gefunden. In vielen Wappen wird durch die Darstellung religiöser Dinge die Entwicklungsgeschichte des Glaubens offengelegt. Alle diese Wappenbilder gehören zu den gemeinen Figuren in der Heraldik. Ausnahme bilden die Kreuze. Bei nicht im Schild freistehenden Kreuzen handelt es sich um ein Heroldsbild. Sie sind oft aber nicht nur Schildteilung, sondern haben auch häufig eine religiöse Aussage.

## Menschliche Figuren
Insbesondere fallen Wappen mit Darstellungen von Würdenträgern (Bischof), Mönchen oder Heiligenfiguren auf. Sie sind oft mit der Ortsgeschichte fest verbunden, entweder namensgebend für eine Kirche im Ort oder eben nur als Schutzpatrone für die Handwerker, Wanderer und Fischer.
Heilige sind hervorragende Vertreter einer Religion, die nach dem Tode, besonders in der katholischen Kirche, mit der offiziellen Heiligsprechung verehrt werden. Die Vorstufe der Heiligsprechung ist die Seligsprechung. Die Kanonisation nach dem Untersuchungsverfahren erfolgt die Aufnahme eines Verstorbenen in den Kanon der Heiligen. Auch werden Personen für erlittenen Märtyrertod oder für ein gottgefälliges Leben damit geehrt. Man versteht Heilige als Fürsprecher bei Gott. Diese Verehrung ist seit etwa dem 2. Jahrhundert bekannt, erst für Märtyrer, später auch für die sogenannten Bekenner. Als Bekenner werden die Bischöfe, Äbte, Mönche und auch die Jungfrauen sowie die Apostel gezählt.
Bei den Heiligen spielen die Attribute zur Erkennung eine große Rolle. Beispiele für Attribute sind: Andreas als Bruder des Petrus hat das nach ihm benannte Andreaskreuz als Erkennungszeichen, Petrus zwei Schlüssel und das gestürzte Kreuz. Martin wird zu Pferd und den Mantel zerschneidend gezeigt. Märtyrern wird als Attribut oft die Märtyrerpalme, auch als Palmwedel dargestellt, zugeordnet.
Nicht immer sind die Attribute sicher zuzuordnen. Viele Heilige tragen den gleichen Namen, aber es verbergen sich dahinter verschiedene Persönlichkeiten. Im Kalender sind die Tage mit den Namen der Heiligen belegt. Diese Namenstage sind nach dem Datum der Heiligsprechung, Geburts- oder Todestag eingerichtet und als kleine Feiertage in das Bewusstsein der Menschen eingegangen.

## Heiligenschein

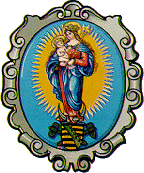
Mandorla im Wappen von Marienberg

Zur Unterscheidung von anderen Figuren wird um den Kopf der Heiligenschein und um den ganzen Körper die Mandorla gelegt. Ersterer ist ein Kreis, der einen strahlenden Eindruck hinterlassen soll. Er wird in Gold, selten Silber blasoniert. Die Mandorla als mandelförmiger Strahlenkranz, die Glorie, umgibt die ganze Figur; sie ist seit dem 11. Jahrhundert nachweisbar. Bei Maria und Christus war diese Form der Darstellung üblich.

## Agnus Dei
Der Agnus Dei (deut.: Gotteslamm, Lamm Gottes, oder auch Osterlamm) ist ein Wappentier, bei welchem der Heiligenschein Anwendung findet. Er ist auch in der Heraldik als christliches Symbol bekannt und als Heroldsbild eine Gemeine Figur. Dargestellt wird ein Lamm mit einem um ein Kreuz gelegtes Vorderbein. Der Kopf, von einem Heiligenschein oder Nimbus umgeben, ist häufig schräg nach hinten gewendet. Das Lamm kann rechts oder links laufend sein. So wird es in Stadtwappen oder kirchlichen Wappen gezeigt. Das Lamm trägt die Siegesfahne/Osterfahne, welche eine oben in ein Kreuz auslaufende Stange mit einem silbernen Banner mit rotem, durchgehendem Kreuz ist.

rechtes Bein erhoben (Bennwil)
rechtes Bein erhoben, mit Abendmahlskelch (Garding)
Münchweiler an der Alsenz
rechtes Bein erhoben und Buch (Debrecen)
Osterhofen
Johannes der Täufer mit auf Scheibe dargestelltem Agnus Dei (Seßlach)
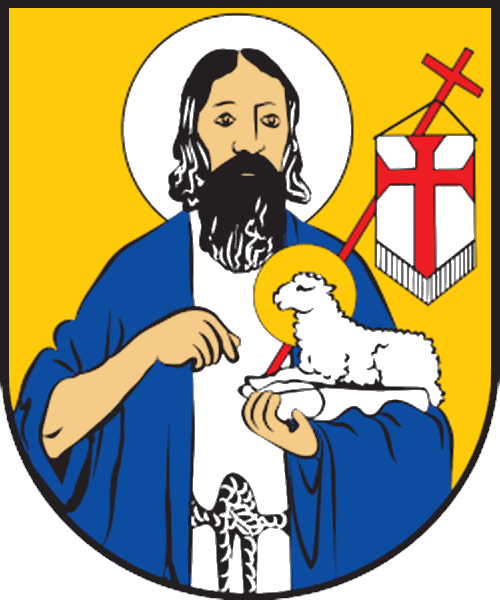
Johannes der Täufer mit ruhendem Agnus Dei (Lützen)
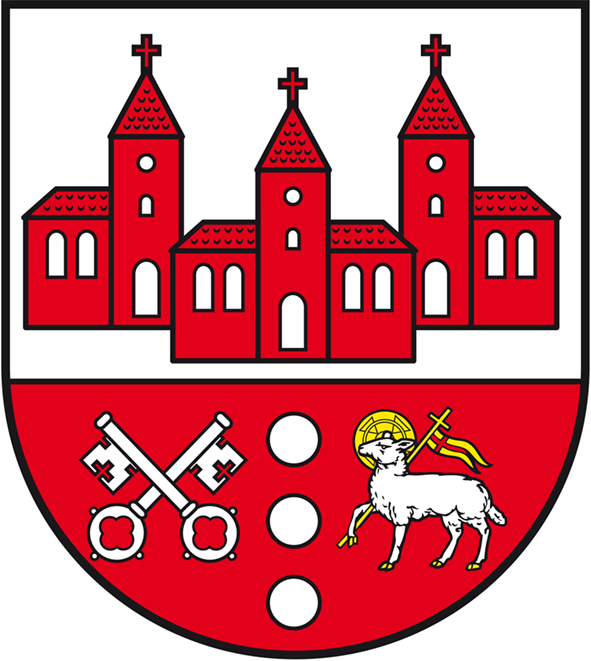
Wappen von Obhausen
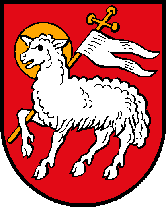
Agnus Dei (Oberneukirchen)
Verbandsgemeinde Zweibrücken-Land
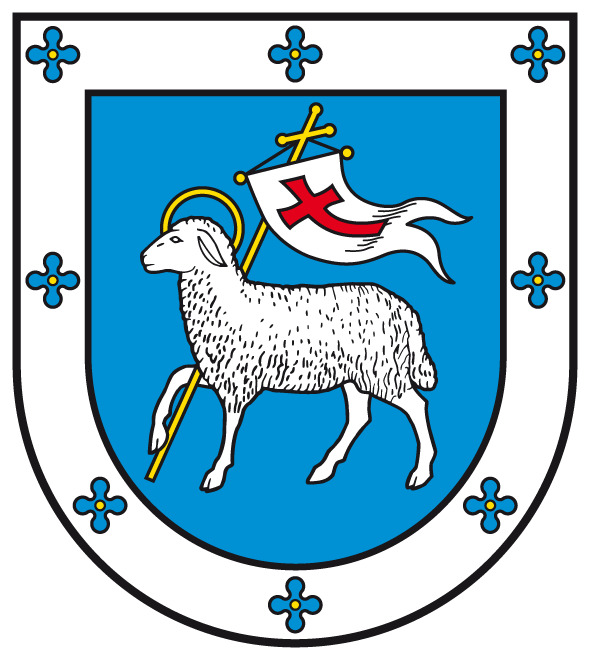
Neuenhofe
Großbundenbach
Kleinbundenbach
Prüm mit Prümer Lamm (vgl. Abtei Prüm)
rechtes Bein erhoben, mit Aderlass in Abendmahlskelch (Visby)
Woiwodschaft Ermland-Masuren
Powiat Wieluński mit Aderlass und Kirchenfahne
Kiskunmajsa mit Ungarischem Kreuz
Nyírbátor (Bathor)
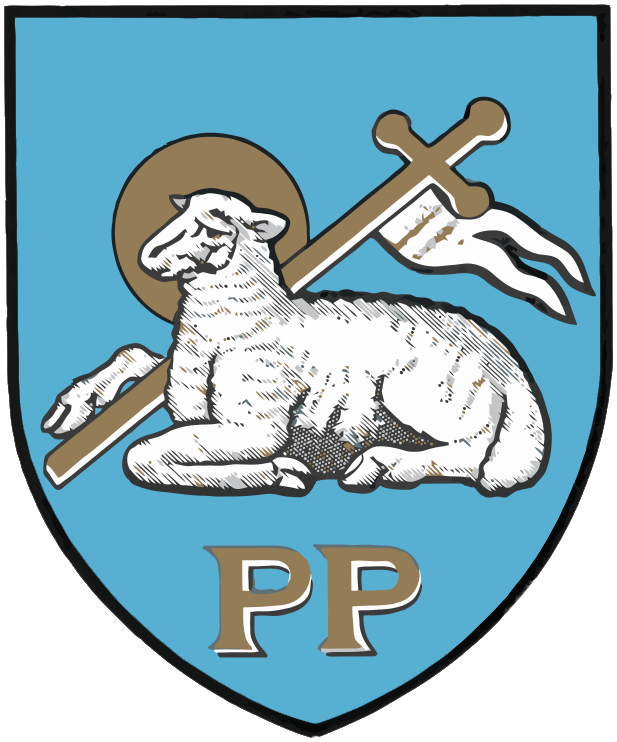
liegend (Preston, Lancashire, UK)
Szentendre (Sankt Andrä)
San Juan (Puerto Rico)

### Wappen kirchlicher Würdenträger

Jesús Pulido Arriero
David Abadías Aurín
Albert Matta Bahhuth
Sylvain Bataille
Hubert Berenbrinker
Juan Miguel Betancourt
Róbert Bezák
Frank Joseph Caggiano
Salvador Cristau Coll
Romeo Duetao Convocar
José Manuel Garcia Cordeiro
José Manuel Garcia Cordeiro
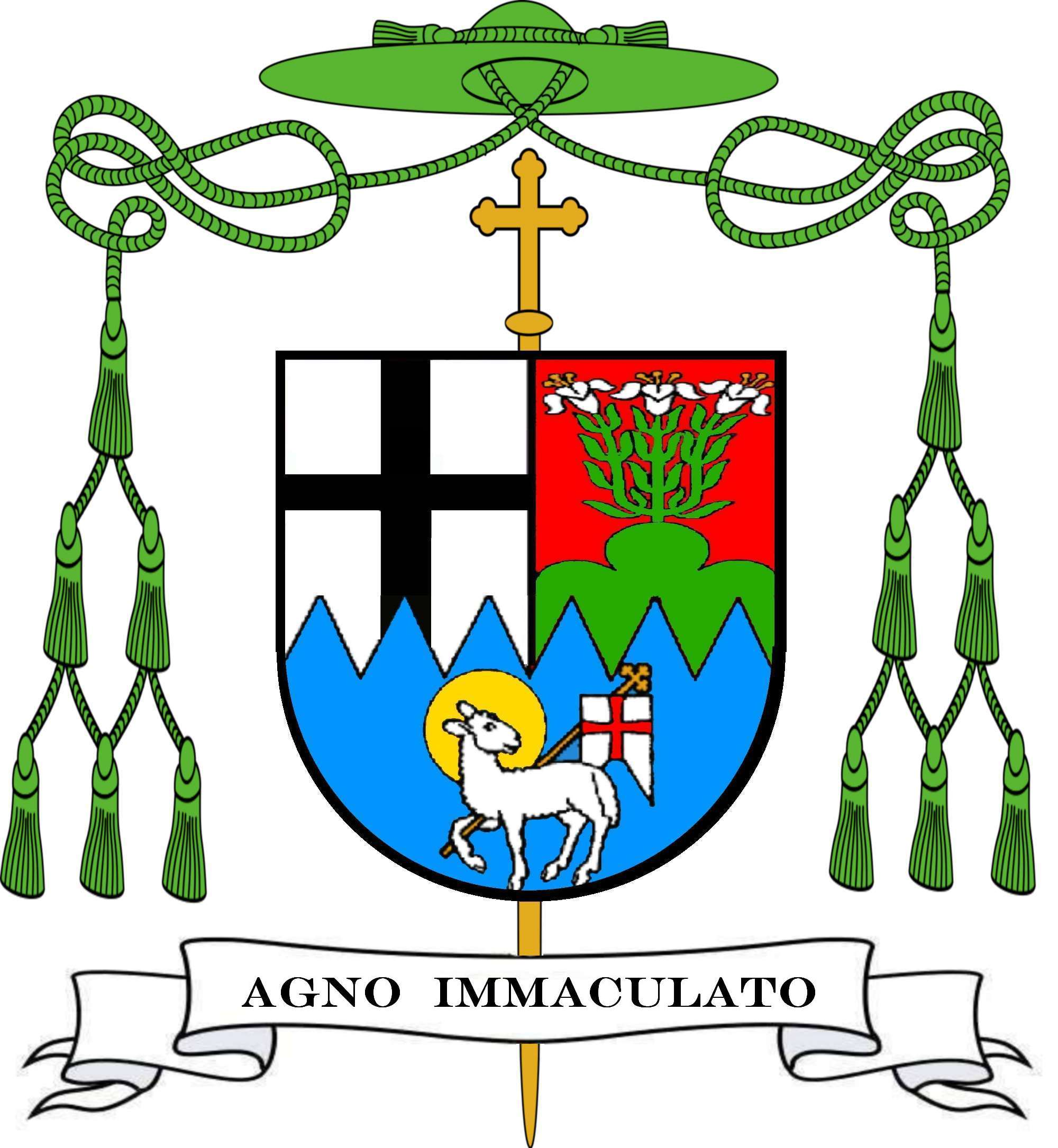
Johann Baptist Dietz
Matthieu Dupont
James Darcy Freeman
Moacir Aparecido de Freitas
Karl Golser
Josef Grünwald
Carlos Enrique Herrera Gutiérrez
Ladislav Hučko
Ramón Darío Valdivia Jiménez
Alexandre Joly
Johannes Baptist Katschthaler
Heiner Koch
Laurent Le Boulc'h
Gilles Lemay
Luigi Mansi
André Marceau
Julián López Martín
César Augusto Franco Martínez
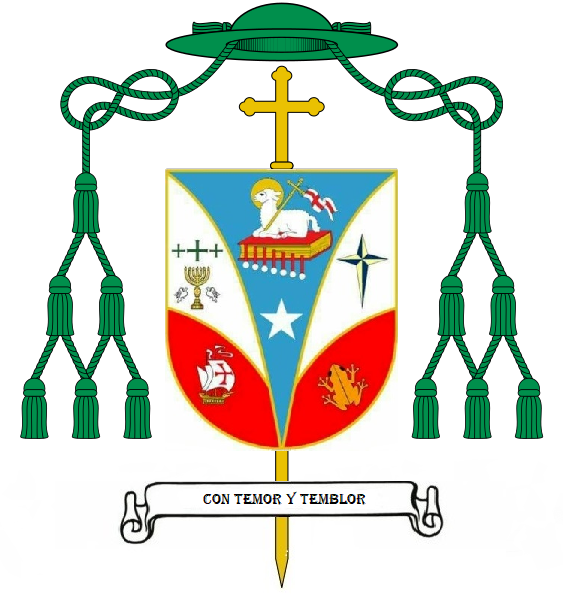
Ángel Luis Ríos Matos
Marco Mellino
Stephen Ameyu Martin Mulla
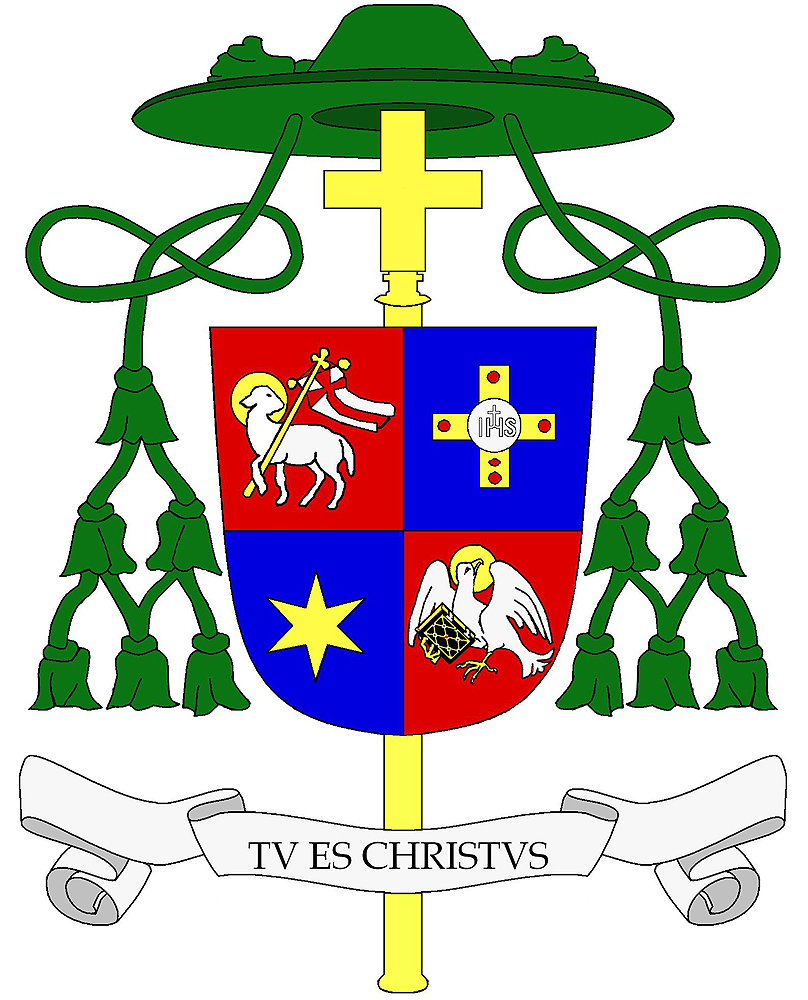
Ivo Muser
Jean-Philippe Nault
Roberto Octavio González Nieves
Juan Nicolasora Nilmar
Francisco Robles Ortega
Stephen Douglas Parkes
Pascal Roland
José Antonio Álvarez Sánchez
Jorge Urosa Savino
José Vicente Pinto de Alencar da Silva
Marek Solczyński
Georg Sterzinsky
Kevin James Sweeney
Heinrich Timmerevers
Pablo Muñoz Vega
Edward Joseph Weisenburger
Pascal Jean Marcel Wintzer
Dominique Marie Jean Denis You

Wappen kirchlicher Institutionen:

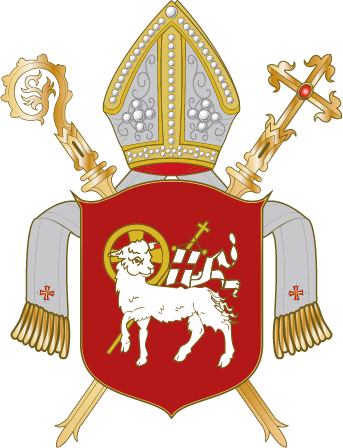
Bistum Brixen
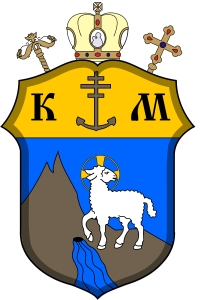
Apostolisches Exarchat Tschechien

### Der feine Unterschied
Der fehlende Heiligenschein ist der bedeutendste Unterschied zwischen dem Agnus Dei und dem Schaf. Das Schaf steht für die Zucht und Haltung in der Region. Das Wappenbild und die Beschreibung müssen übereinstimmen, um Deutungsfehler zu vermeiden.

unten ein schreitendes Lamm (Kleinlangheim)
Schaf (Ochtrup)
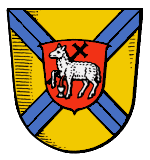
Lamm blutet in einen Kelch (Nieder-Mörlen)
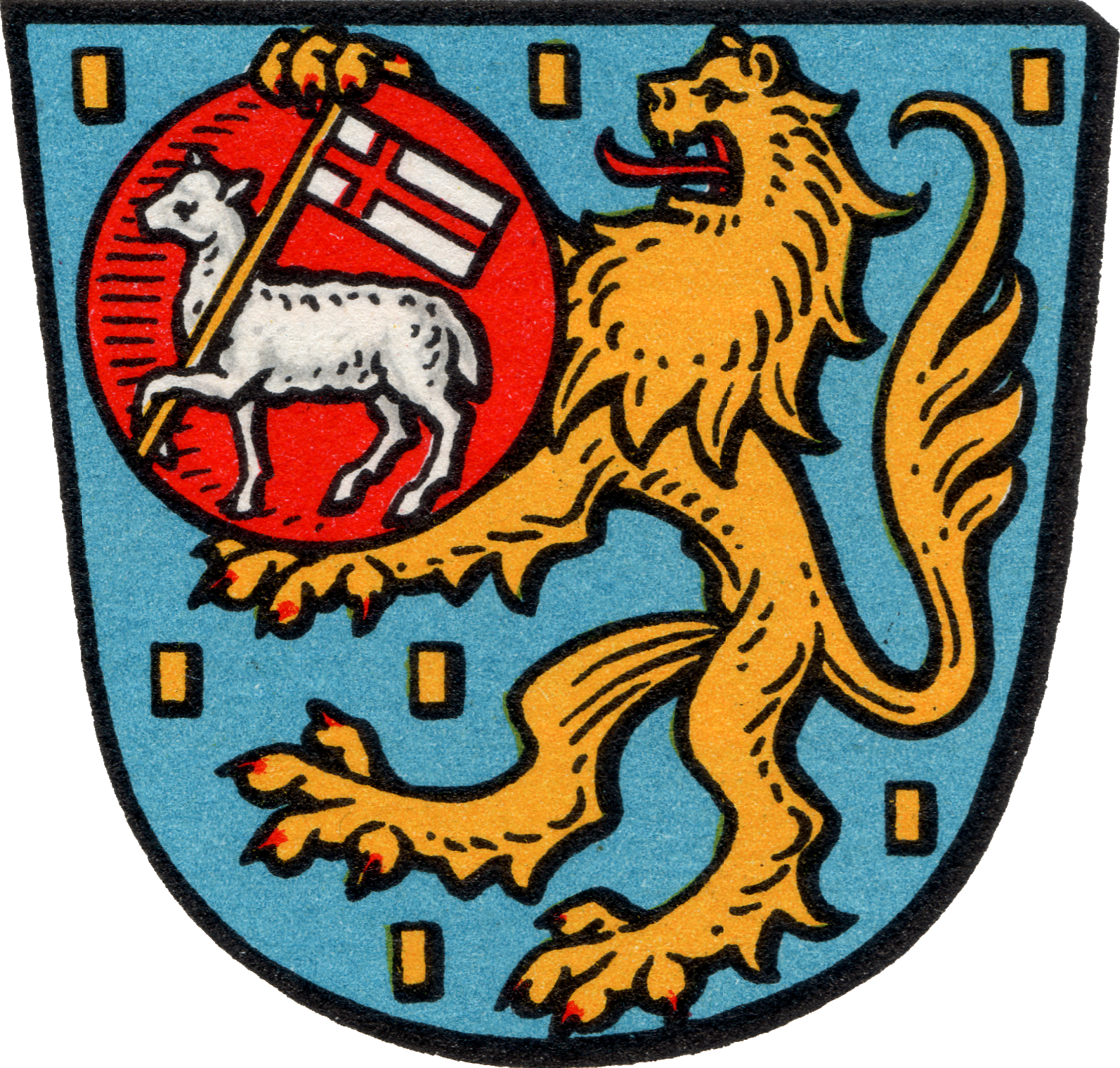
auf dem Schild, gehalten von einem nassauischen Löwen (Niederseelbach)
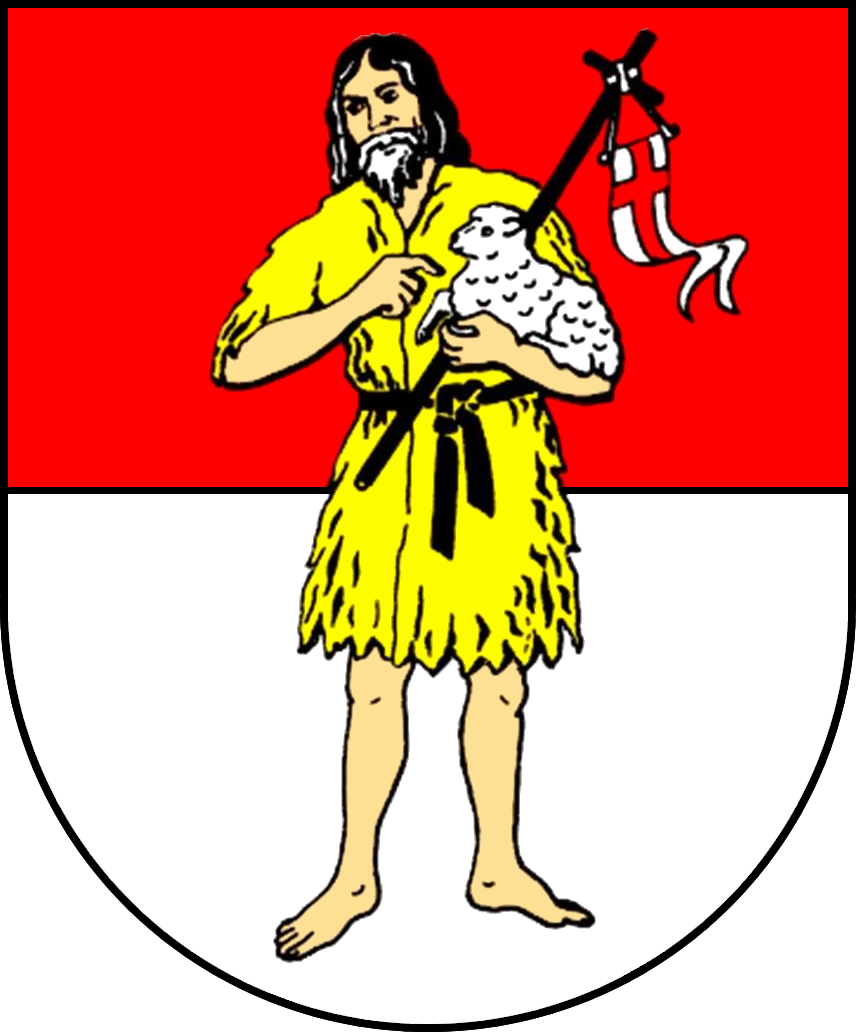
Gotteslamm mit Kreuzesfahne in Staßfurt, auf dem Arm von Johannes
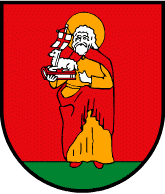
das Osterlamm ruht auch in St. Johann im Pongau
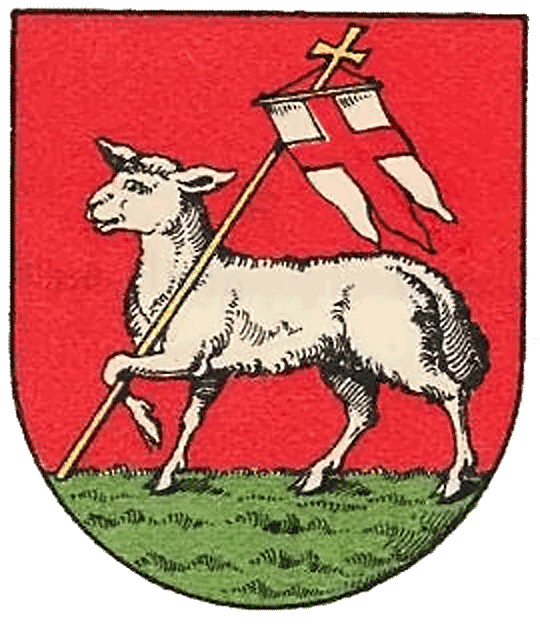
Wien-Himmelpfortgrund
Schaf (Calvià)
Schaf (Civitella d’Agliano)
Schaf (Dravograd)
Schaf (Latowicz)
Schaf (Vrin)
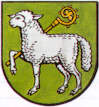
Schaf (Schafhausen)
lediges Schaf (Schafisheim)
halb geschorenes Schaf Klinski (Adelsgeschlecht)
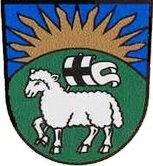
Schaf (Lichtenberg/Erzgebirge)

Wappen kirchlicher Würdenträger:

Steven Biegler
Johan Jozef Bonny
Rafael Zornoza Boy
James F. Checchio
Enrique Delgado
Horst Eberlein
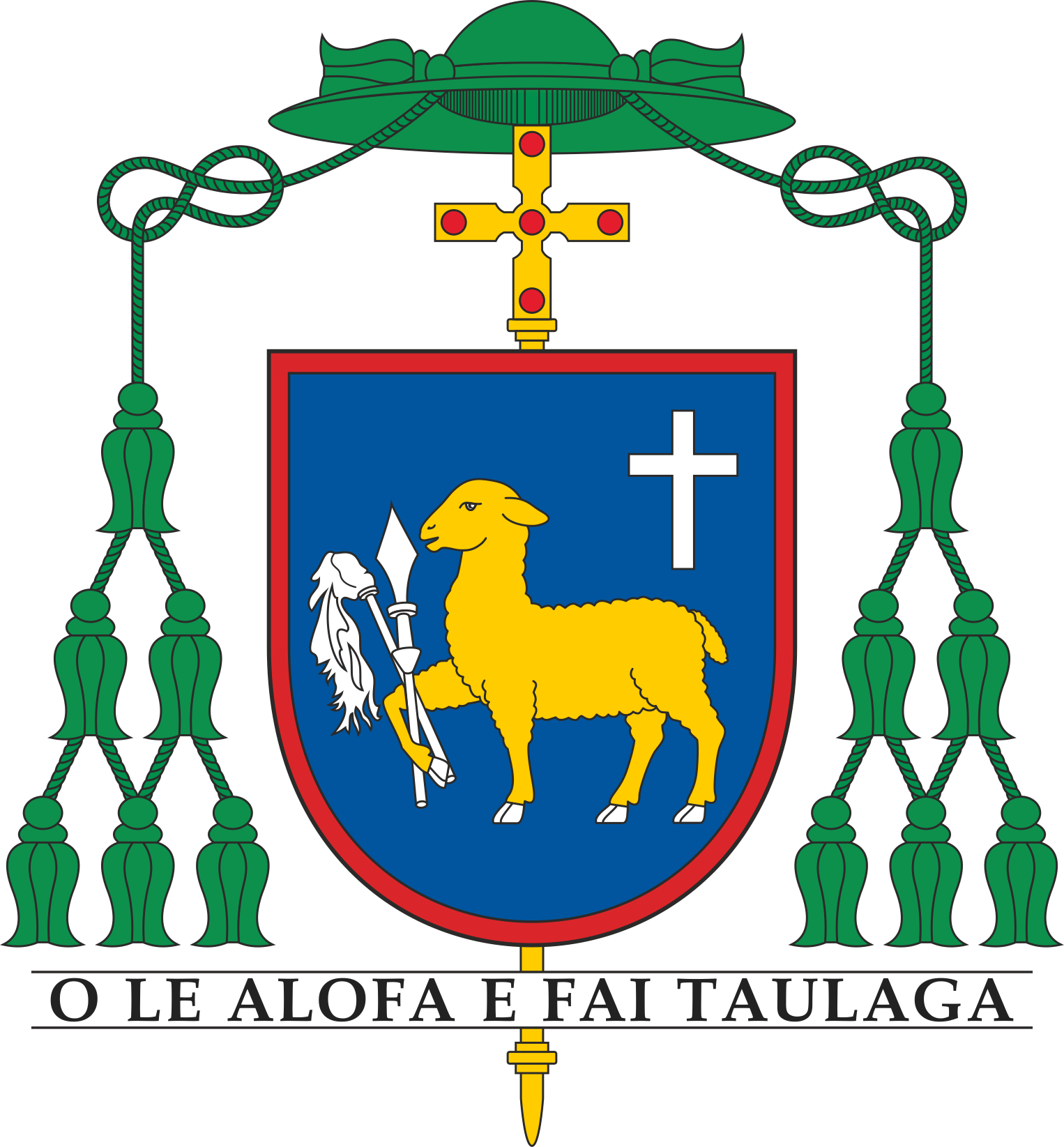
Kolio Etuale
Gianfranco Girotti
Giuseppe Laterza
Alberto Ortega Martín
Thanh Thai Nguyen
Nelson Jesus Perez
Fernando Arêas Rifan
Athanasius Schneider
Luis Héctor Villalba
Javier Salinas Viñals
Heiner Wilmer

Wappen kirchlicher Institutionen:

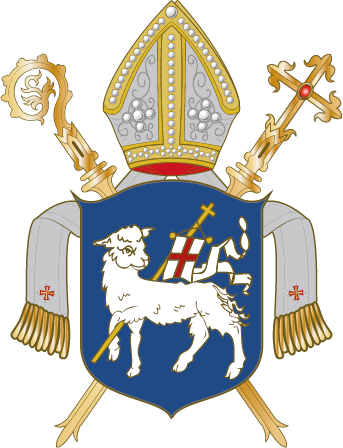
Bistum Ermland
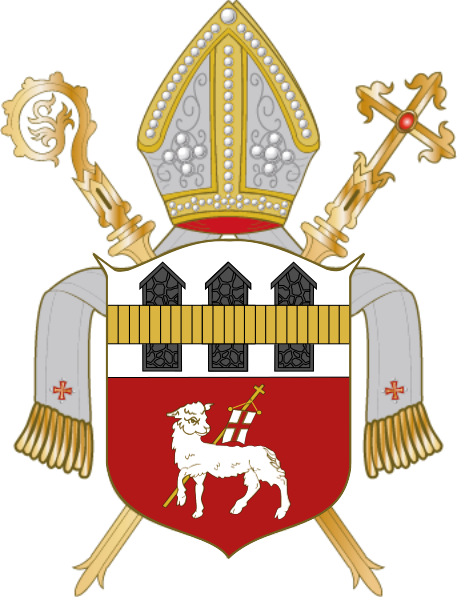
Bistum Innsbruck
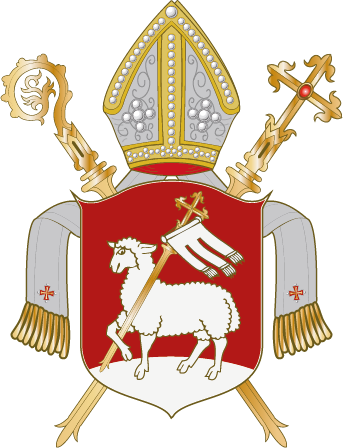
Bistum Meißen

## Heilige

### Liste von Wappen mit Heiligen
- Annaberg-Buchholz (beide Teilorte), Aschaffenburg, Bad Ems, Bad Oldesloe, Bendorf, Bingen am Rhein, ehemaliges Wappen von Bobenheim, Boos, Börrstadt, Landkreis Cuxhaven, Dahenfeld, Dannstadt, Dienstadt, Edesheim, Engelstadt, Gotha, Gündelbach, Hallgarten, Hatzenbühl, Helmstedt, Hördt, Iserlohn, Katzenbach, Krefeld, Kruft, Kreis Land Hadeln, Landwürden, Lykershausen, Marne (Holstein), Martinshöhe, Obersülzen, Ohrdruf, Pfaffen-Schwabenheim, Pleisweiler-Oberhofen, Poppenhausen, Reichenau, Rüdesheim (Nahe), Rüdesheim am Rhein, Sankt Katharinen, Sankt Martin (Pfalz), Staßfurt, Trier, Wenden, Werdau, Zella-Mehlis, Zell am Main, Zellertal

### Liste mit dokumentierten Heiligen
- Achatius von Armenien, Aegidius, Afra, Alban von Mainz oder Alban von England (sehr ähnliche Darstellung), Alto, Andreas, Anna, Bernhard, Bischof, Blasius, Engel, Gallus, Georg, Gottesmutter mit Jesusknaben, Godehard von Hildesheim („Gotthard“), Hildegard, Jakobus, Johannes der Täufer, Johannes, Katharina, Kilian, Korbinian, Laurentius, Leonhard, Madonna, Maria Magdalena, Magnus, Margarethe, Markus, Martin, Mauritius, Maximin, Michael, Mutter Gottes, Nikolaus, Peter, Petrus, Petrus Martyr, Pirmin, Regiswindis, Remigius, Sebastian, St. Valentin, Stephanus, Ulrich, Vitus, Verena, Wendelin
  - siehe Attribute der Heiligen

### Galerie Heilige

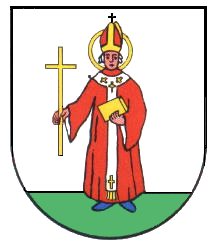
Achatius
Aegidius in schwarzer Stola
Märtyrerin Afra
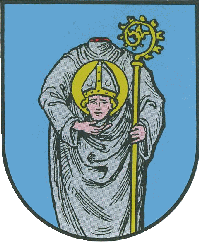
Alban von Mainz oder Alban von England in der Rechten sein abgeschlagenes Haupt haltend
Alto
Andreas
Antonius Einsiedler
Bernhard, die Rechte zum Schwur erhoben
Blasius mit zwei Kerzen und Maria Magdalena mit Salbgefäß
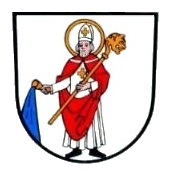
Bonifatius
Chrysanthus und Daria
Clemens von Rom
Columban
Dionysius von Paris
Fridolin von Säckingen
Gallus mit Bär
Gallus mit Bär
Georg
Godehard/Gotthard
Hildegard
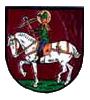
Hubertus
Jakobus der Ältere
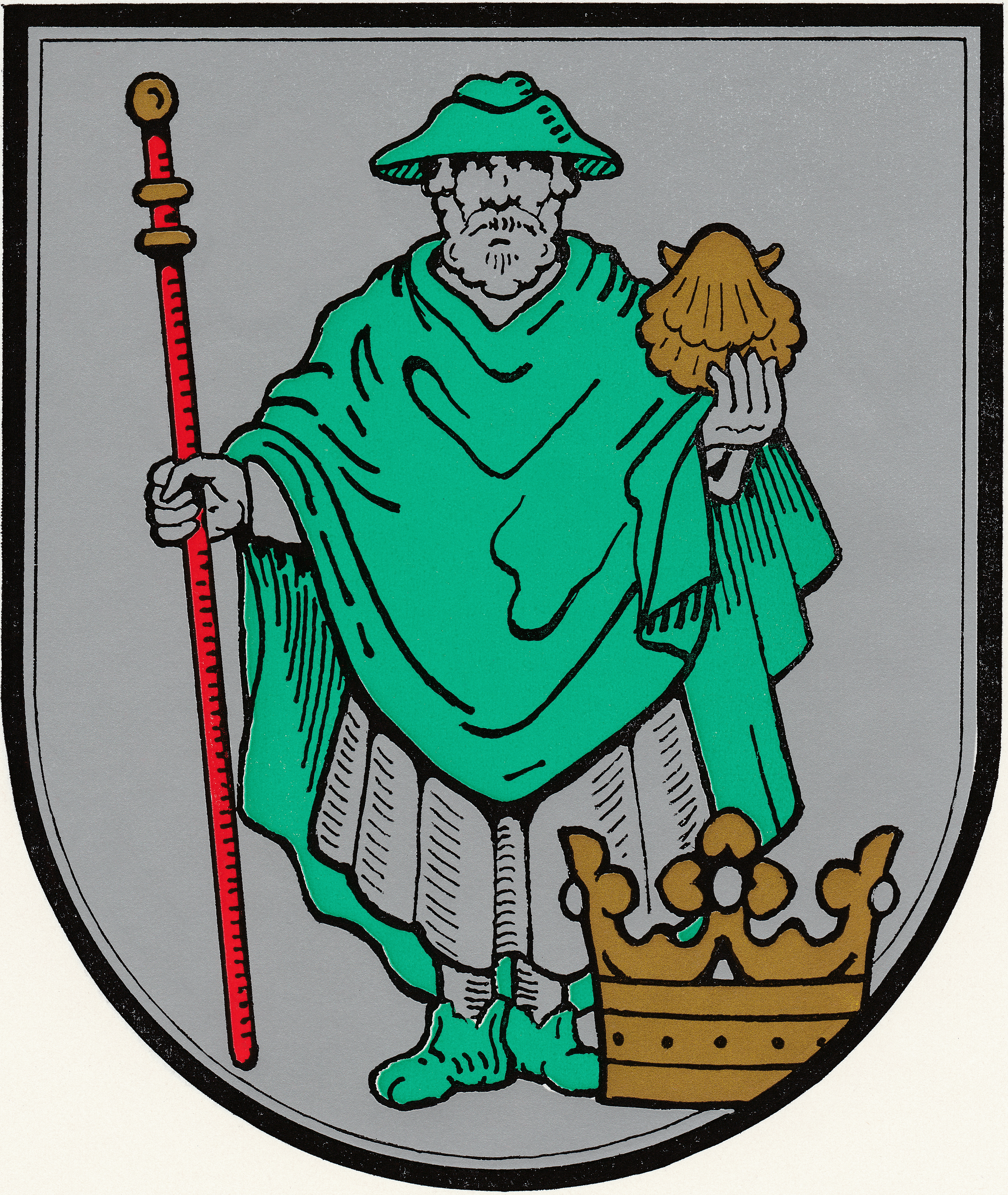
Jodokus
Johannes der Evangelist, sein Evangelium schreibend
Johannes der Täufer auf Truhenbank und mit Gotteslamm auf goldener Scheibe
das bärtige Haupt Johannes des Täufers
Julitta mit Quiricus
Katharina
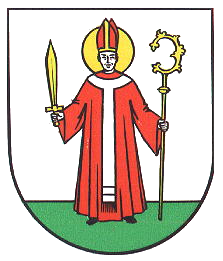
Kilian
Korbinian mit dem Korbiniansbären
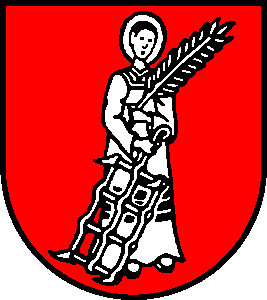
Laurentius mit Rost und Märtyrerpalme
Laurentius von Rom
Leonhard
Magnus
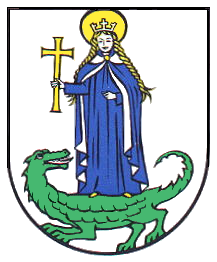
Margareta von Antiochia mit goldener Haartracht auf einem grünen Lindwurm stehend
Maria
Markus auf einem Löwen
Martin, seinen Mantel teilend
Mauritius
Maximin, die Rechte zum Schwur erhoben
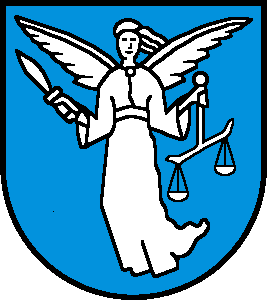
Michael
Nepomuk
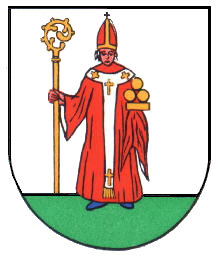
Nikolaus, in der Linken drei goldene Kugeln (Brote) haltend
Petrus
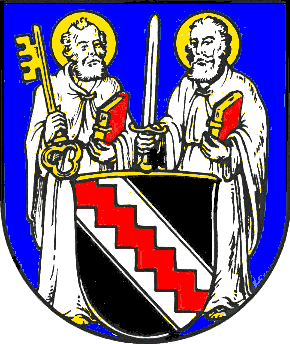
Peter und Paul
Petrus und Paulus
Pirmin
Quirinus
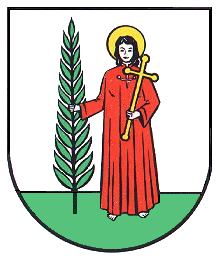
Regiswindis mit Palmzweig
Remigius unter goldenem Baldachin
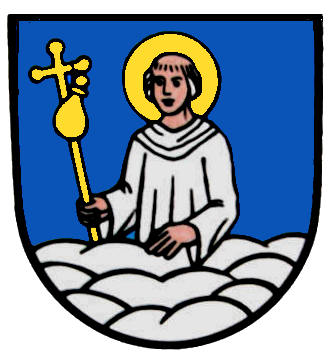
Rochus
Rupert
Sebastian mit Pfeilen
Stephanus mit Märtyrerpalme
Ulrich mit Fisch
Ursula
Valentin
Verena mit goldenem Kamm und grünem Wasserkrug
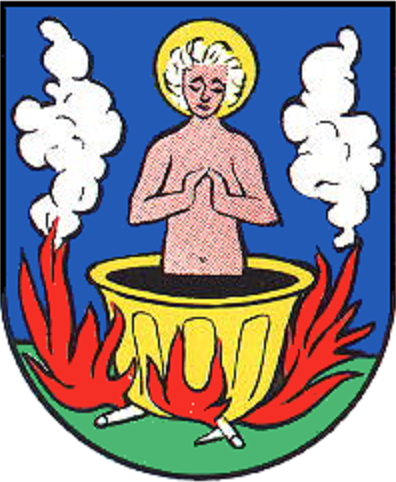
Vitus in einem goldenen Kessel
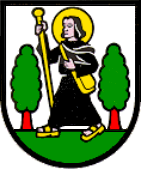
Wendelin

## Gottesmutter und Jesus

Gottesmutter mit Jesuskind
wie auch hier
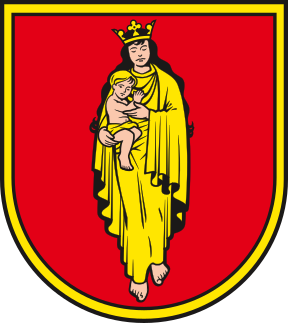
Gottesmutter (barfüßig) mit Kind
rechts die Gottesmutter mit dem Kind auf dem Arm, links Katharina, in der Rechten ein gesenktes Schwert, ein zerbrochenes rotes Rad zu ihren Füßen
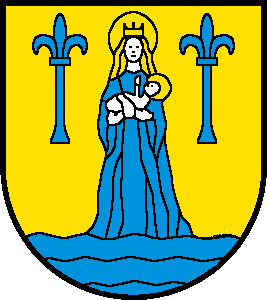
Madonna
die Gottesmutter
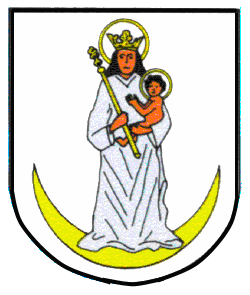
Gottesmutter als Mondsichelmadonna
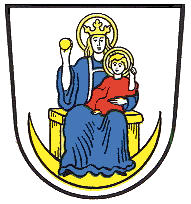
Gottesmutter auf Sichel mit Jesuskind
Jesus
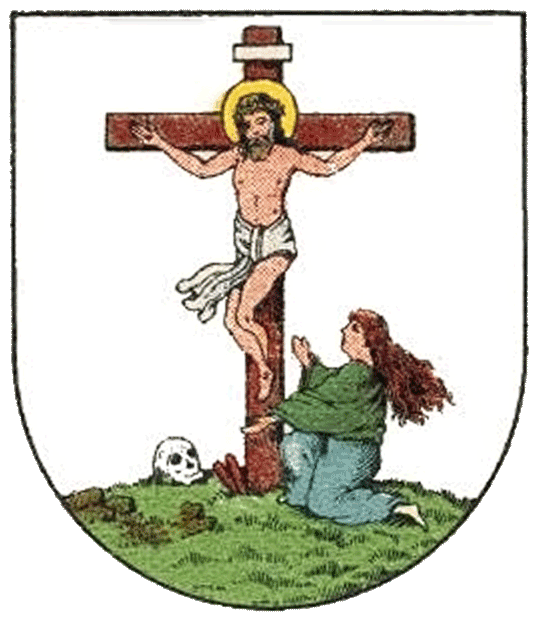
Jesus am Kreuz

- Siehe auch Hauptartikel: Gottesmutter, Maria (Heraldik) und dazu weitere Wappen mit der Gottesmutter

## Galerie anderer religiöser Figuren
- Engel sind als Schildhalter eine beliebte Figur. In redenden Wappen sind oft zu finden, wie im Wappen des Klosters Engelberg in der Schweiz. Als gemeine Figur findet man den Engel auch im Wappen. Die Abbildung eines Engelskopfes, der auch Cherubkopf genannt wird, ist nach jüdischer und christlicher Auffassung ein Kopf mit angesetzten Flügeln. Dieser Kopf hat zwei Flügel, während es in der Wappenkunde auch den Seraphskopf[1] gibt. Dieser ist mehrflügelig.

Markuslöwe
Mönch („Münchner Kindl“)
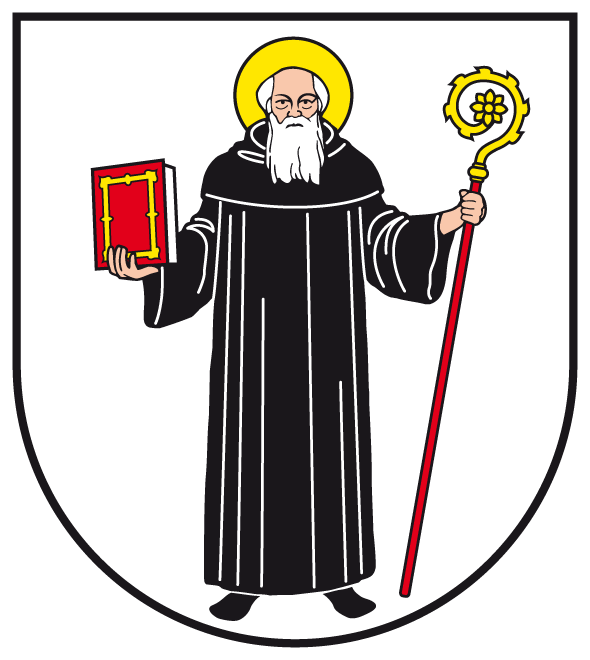
Benediktinermönch mit Krümme und Nimbus
schreitender Mönch
Engel
Engel halten eine Bischofsmütze
Engel über einem Stollenmundloch
Bischof, evtl. Valentin von Rätien
Flussgott mit Ruder und Wassergefäß
Teufel

## Die Vierzehn Nothelfer
Die Namen der Vierzehn Nothelfer sind:
Achatius, Blasius, Erasmus, Georg, Pantaleon, Vitus, Ägidius, Dionysius, Cyriak, Christophorus, Margareta, Katharina, Barbara, Eustachius
Folgende Nothelfer werden als Wappenfigur verwendet:

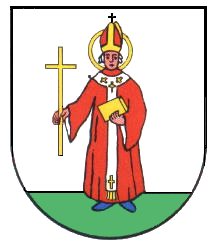
Achatius
Aegidius in schwarzer Stola
Dionysius von Paris
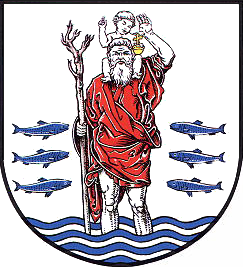
Christophorus
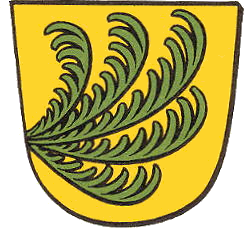
Palmwedel des Cyriak
Margareta von Antiochien
Katharina von Alexandrien

## Religiöse Symbole
- Die Mitra oder Inful wird heraldisch immer rechts auf dem oberen Schildrand des Wappens angeordnet. Sie nimmt die Rolle der Rangkrone ein.
- Der Bischofsstab (auch Hirtenstab), wird auf die linke Seite am oberen Schildrand gesetzt. Er ist das Gegenstück zur Mitra. Der lange, reichlich verzierte Stab wird in Wappen von Bischöfen und Erzbischöfen mit der Spirale nach außen und in jenen von Äbten nach innen dargestellt. Die kirchliche Heraldik befasst sich mit den Besonderheiten des Aufbaus der Wappen kirchlicher Würdenträger.
- Die Heilige Dreifaltigkeit wird durch zwei über einer (2:1) goldenen Mitra demonstriert. (In Wappen englischer Bistümer üblich: Chester in Rot und Norwich in Blau. Im Wappen von Bristol in schwarz drei offene goldene Kronen, in dem von Ely in rot 2:1 goldene Kronen.) Auch eine Deutung der Flagge Äthiopiens bezieht sich auf die christliche Dreifaltigkeit. Danach versinnbildlichen die Farben auch die christlichen Tugenden. Grün für den Heiligen Geist und für die Hoffnung, Gelb für Gott Vater und für die Nächstenliebe und Rot für den Sohn und für den Glauben. Das Kleeblatt steht in der christlichen Lehre symbolhaft für die Dreifaltigkeit.
- Tiara mit Schlüsseln im Wappen des Vatikans.

- Mandorla als den ganzen Körper umgebenden Heiligenschein. Vorbehalten für Jesus und Maria.
- Der Palmwedel findet sich in vielen Wappen, auch in Staatswappen. Er ist ein religiöses Symbol verschiedener Religionen und auch ein Attribut von Heiligen.

- Die Lutherrose steht als Symbol der evangelisch-lutherischen Kirchen und findet sich in deutschen und österreichischen Wappen.

- Das Kronenkreuz als Zeichen der Diakonie ist ein seltenes Wappenbild.
- Der goldene Heiligenschein mit fünf fünfstrahligen goldenen Sternen besetzt ist das Symbol von Johannes Nepomuk, des Patrons der Brücken.
- Der Flügelstier ist eine Besonderheit in der Heraldik. Hier sind dem Stier in Schulterhöhe Flügel angesetzt. Er ist das Attribut des Evangelisten Lukas.
- Die Lilie wird in der Wappenkunde als ein Zeichen der Gottesmutter gedeutet. Eine vollständige Darstellung ist ein Herz mit zwei Lilien besteckt und besteckt/überhöht mit/von einem Kreuz.
- Johannisschüssel,

### Galerie religiöser Symbole

Albe und Abtsstab
Alpha und Omega
Baselstab
Bischofsstab vor stilisiertem Apfelbaum
Bibel
Bibel und Rosenkranz
Buch mit Kreuz
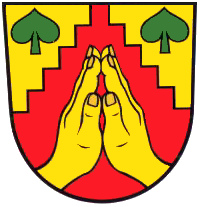
Gebet
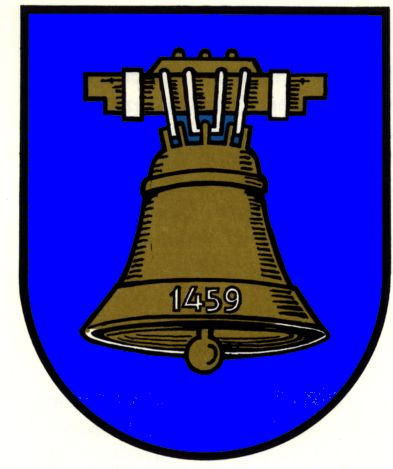
Glocke
Himmelspforte
zwei Kerzen, Mitra, Taukreuz
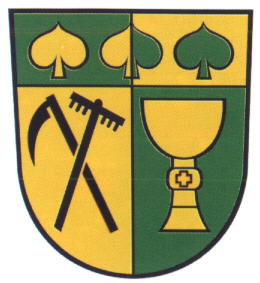
Abendmahlskelch
Hostie und Kreuze
Hostiengefäß
Kirchenfahne
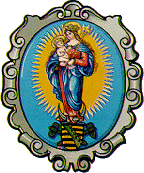
Mandorla
Monstranz
Malteserkreuz
Doppelkreuz
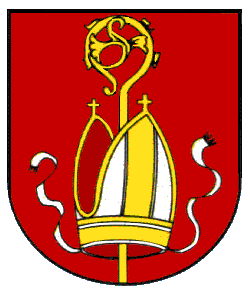
Mitra und Krummstab
Lutherrose
Mitra
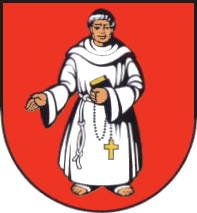
Mönch
Kapelle und Nonne
Pallium
schwebend das goldene Gottesauge
Schwert (Viktor) und Kreuzstab (Johannes der Täufer)
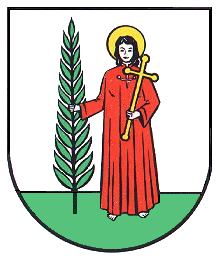
Palmwedel
Bischofsstäbe und Pannisellus
Pilgerstab
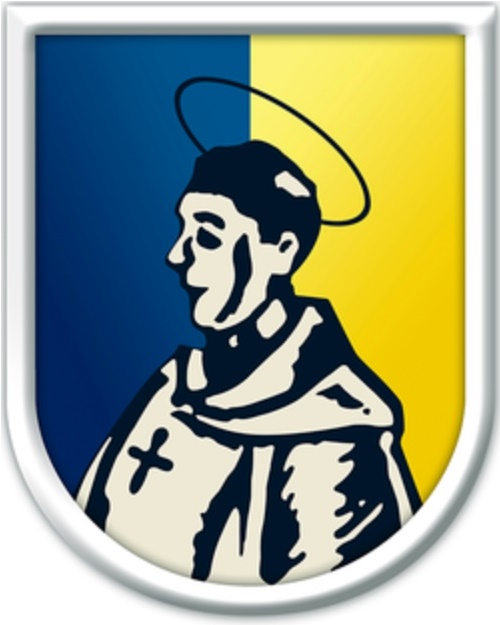
Pfaffe
Priestertonsur
Symbol des Heiligen Johannes Nepomuk
Laurentiusrost
Mitra, Rost, Sebastianspfeil, Petrischlüssel
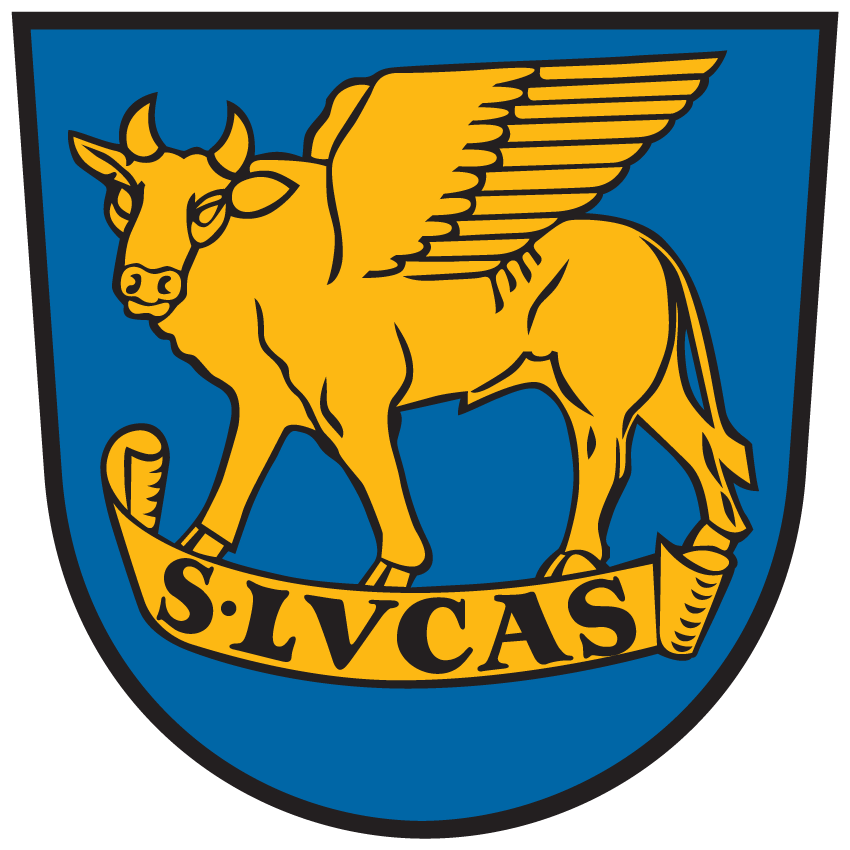
Flügelstier
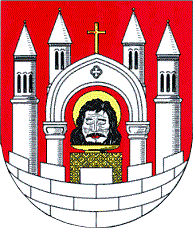
Johannisschüssel
Zwei Passionsnägel
Tiara
Taufstein

### Kirchen in Wappen
vgl. Kirche (Heraldik)

Kirche im Wappen von Auhausen
Zeltkirche im Wappen von Birken-Honigsessen
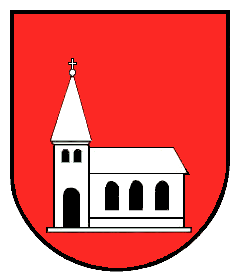
Kirche im Wappen von Bleibach
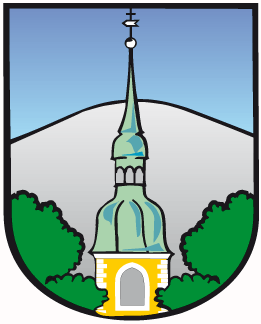
Crostwitz
Eriskirch
Kirche im Wappen von Gelsenkirchen
Alt-Gelsenkirchen (bis 1928)
Gaimersheim
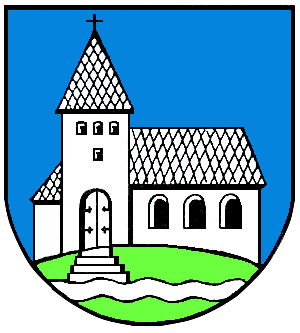
Hausen bei Weil der Stadt
Heimenkirch
Kirche im Wappen von Hohenaspe
Kapelle im redenden Wappen von Kappelen BE
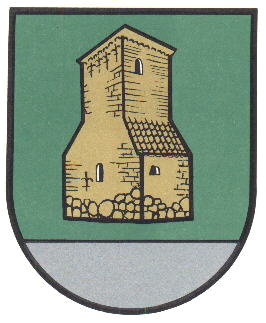
Der Ochsenturm, ein früherer Kirchturm (vgl. Kirchturm (Heraldik)), im Wappen von Imsum
Kirchberg an der Murr
Kirchturmspitze in Verwechselten Farben: Kirchdorf in Tirol
Lindenberg im Allgäu
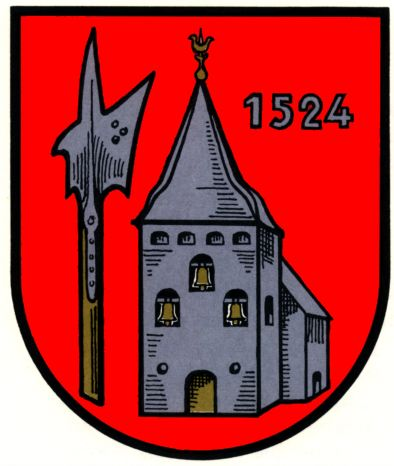
Kirche im Wappen von Mulsum
Neukirchen beim Heiligen Blut
Ochsenhausen
Rankweil
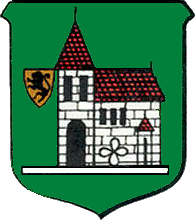
Kirche im Wappen von Rheindahlen
Seekirch
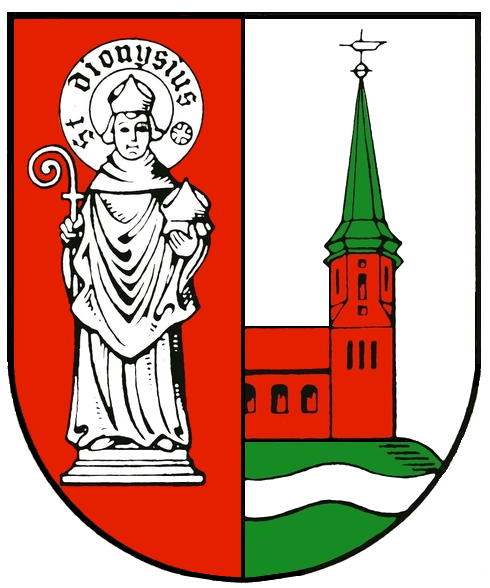
Dionyskirche und -Patron in Sittensen
Kirche wirft Schatten: Schattendorf
St. Emmeramskirche in Spalt
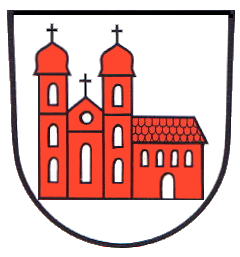
Klosterkirche von St. Märgen
Sučany
Kirche im Wappen von Tschagguns
Ulmiz FR
Kirche im Wappen von Waldkirch
Waldkirchen
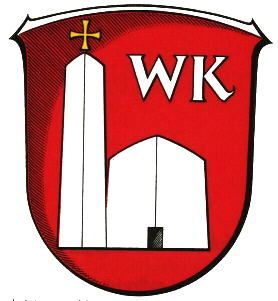
Weißkirchen
Winden im Elztal

### Kreuz und die Kirchenfahne
Hierzu steht allgemeines zum Kreuz und spezielles zu den Kreuzen in der Wappenkunde. Die Kirchenfahne, speziell die Montfortsche Kirchenfahne ist weit verbreitet.

### Jakobsmuschel
Der Name Jakobsmuschel geht auf den heiligen Jakobus, den Schutzpatron der Pilger, zurück, dessen Erkennungszeichen neben dem Pilgerhut vor allem die Muschel ist. Daher ist die Jakobsmuschel auch als das Symbol der Pilger, insbesondere derer vom Jakobsweg, bekannt. Die christlichen Pilger des Mittelalters benutzten die Jakobsmuschel zum Wasserschöpfen.